# Emiliano Zapata (Kilómetro 4)
Emiliano Zapata (Kilómetro 4) es una localidad del municipio de Huimanguillo ubicado en la subregión de la Chontalpa del estado mexicano de Tabasco.

## Geografía
La localidad de Emiliano Zapata (Kilómetro 4) se sitúa en las coordenadas geográficas 17°38′08″N 93°29′35″O / 17.635556, -93.493056, a una elevación de 34 metros sobre el nivel del mar.

## Demografía
Según el Conteo de Población y Vivienda 2020, efectuado por el Instituto Nacional de Estadística y Geografía, la localidad de Emiliano Zapata (Kilómetro 4) tiene 254 habitantes, de los cuales 122 son del sexo masculino y 132 del sexo femenino. Su tasa de fecundidad es de 2.93 hijos por mujer y tiene 60 viviendas particulares habitadas.
| Gráfica de evolución demográfica de Emiliano Zapata (Kilómetro 4) entre 1990 y 2020 |
|                                                                                     |
| INEGI.                                                                              |